# Coupe de Slovaquie féminine de football
La Coupe de Slovaquie féminine de football est une compétition de football féminin opposant les clubs de Slovaquie dans un tournoi à élimination directe. La compétition existe depuis 2007.

## Palmarès
| Saison | Vainqueur              | Score                  | Finaliste              |
| ------ | ---------------------- | ---------------------- | ---------------------- |
| 2009   | ŠK Slovan Bratislava   | 1-1 (3-2 tab)          | FK Slovan Duslo Šaľa   |
| 2010   | FK Slovan Duslo Šaľa   | 1-1 (3-0 tab)          | ŠK Slovan Bratislava   |
| 2011   | ŠK Slovan Bratislava   | 5-0                    | MFK Topvar Topoľčany   |
| 2012   | ŠK Slovan Bratislava   | 2-0                    | FK Slovan Duslo Šaľa   |
| 2013   | ŠK Slovan Bratislava   | 2-1                    | FK Union Nové Zámky    |
| 2014   | FK Union Nové Zámky    | 0-0 (10-9 tab)         | ŠK Slovan Bratislava   |
| 2015   | FK Union Nové Zámky    | 3-2                    | ŠK Slovan Bratislava   |
| 2016   | Partizán Bardejov      | 2-1                    | ŠK Slovan Bratislava   |
| 2017   | Partizán Bardejov      | 1-1 (4-1 tab)          | ŠK Slovan Bratislava   |
| 2018   | ŠK Slovan Bratislava   | 2-0                    | Partizán Bardejov      |
| 2019   | Partizán Bardejov      | 1-0                    | ŠK Slovan Bratislava   |
| 2020   | Compétition abandonnée | Compétition abandonnée | Compétition abandonnée |
| 2021   | Compétition abandonnée | Compétition abandonnée | Compétition abandonnée |
| 2022   | ŠK Slovan Bratislava   | 1-0                    | MSK Zilina             |
| 2023   | Spartak Myjava         | 3-0                    | Spartak Trnava         |
| 2024   | Spartak Myjava         | 8-0                    | FC Kosice              |
| 2025   | Spartak Myjava         | 5-1                    | ŠK Slovan Bratislava   |